# 交通経済学者
交通経済学者（こうつうけいざいがくしゃ）とは、経済学者のうち、交通経済学（公共政策・ミクロ経済学・産業経済などに属する）を専門とする学者、研究者である。
基本的に大学経済学部出身で、職場もそのまま教授等として所属し教育と研究に従事しているが、その他の場合もある。

## 日本における主な研究者
- 細野日出男 - 中央大学名誉教授、日本学術会議会員
- 青木亮 - 東京経済大学経営学部教授、富山県並行在来線対策協議会委員
- 生田保夫-流通経済大学名誉教授
- 岡田清 - 成城大学名誉教授
- 岡野行秀 - 道路経済研究所 最高顧問もつとめる
- 増井健一 - 松阪大学教授
- 近江健吉 - 松阪大学助教授
- 小淵洋一 - 城西大学教授。日本交通学会理事を歴任。著書に『現代の交通経済学 [第3版]』（中央経済社 2000年）など
- 杉山武彦 - 一橋大学学長、航空政策研究会理事長 航空政策研究会理事長、日本交通学会会長、日本海運経済学会会長なども歴任
- 山内弘隆 - 一橋大学大学院商学研究科科長兼商学部長。交通政策審議会委員、交通政策審議会航空分科会会長
- 杉山雅洋 - 早稲田大学商学学術院教授。日本交通学会理事。財団法人道路経済研究所理事長を歴任
- 川島令三 - いわゆる鉄道評論家でライター出身であるが、早稲田大学政治経済学部で交通経済学の特別講師を務める
- 中西睦 - 早稲田大学商学部教授、港湾審議会委員を歴任
- グスタフ・コーン - ドイツの交通学者、専門は財政学
- チャリング・クープマンス - 最適経路選択に重点を置いた交通経済学を発表
- 塩見英治 - 中央大学教授。日本交通学会・会長
- 島田孝一 - 早稲田大学前総長、流通経済大学前学長
- 正司健一 - 神戸大学教授。日本交通学会・副会長
- 坂下昇 - 土井正幸との共著で『交通経済学』〈応用地域経済学シリーズ（5）〉を刊行
- 宮下國生 - 神戸大学名誉教授。日本交通学会・元会長
- 文世一 - 京都大学教授
- 山岸寛 - 東京海洋大学名誉教授。流通経済大学教授、日本交通学会・評議員
- 山田浩之 - 専門は交通経済学のほか文化経済学、都市経済学、地域経済学 日本交通学会会長も
- 中条潮 - 慶應義塾大学商学研究科教授。内閣府規制改革会議委員、内閣府規制改革・民間開放推進会議委員。スカイマーク株式会社設立に参加。日本交通学会・副会長
- 藤井弥太郎 - 慶應義塾大学名誉教授
- 寺田一薫 - 東京海洋大学教授。日本交通学会・理事
- 戸崎肇 - 早稲田大学アジア研究機構客員教授、前明治大学商学研究科教授、日本航空社員
- 塩谷さやか - 桜美林大学ビジネスマネジメント学群准教授、前日本航空客室乗務員
- 竹内健蔵 - 東京女子大学教授。日本交通学会・理事、交通政策審議会委員、交通政策審議会観光分科会会長
- 根本敏則-敬愛大学教授、一橋大学名誉教授
- 辻本勝久- 和歌山大学経済学部教授
- 味水佑毅-流通経済大学流通情報学部教授